# 25e bataillon de chasseurs alpins
Le 25e bataillon de chasseurs alpins (25e BCA) est une unité militaire dissoute de l'infanterie alpine française (chasseurs alpins) qui participa notamment aux deux conflits mondiaux.

## Création et différentes dénominations
- 21 décembre 1870 : création à Auxonne du 25e bataillon de chasseurs à pied de marche (25e BCPM),
- 1871 : création du 25e bataillon de chasseurs à pied par fusion des 24e et 25e bataillons de marche,
- 1889 : devient le 25e bataillon alpin de chasseurs à pied[1].
- 1916 : devient le 25e bataillon de chasseurs alpins,
- 1940 : dissolution et nouvelle création dans l’Armée d’Armistice,
- 1942 : démobilisation,
- 1951 : nouvelle création à Villefranche-sur-Mer,
- 1952 : dissolution du 25e BCA,
- 1954 : nouvelle création le 16 juin 1954, au camp de Sathonay,
- 15 novembre 1963 : dissolution au camp de Sissonne.

## Historique des garnisons, campagnes et batailles

### De 1871 à 1914
- 1870 : Armée du Nord, guerre franco-prussienne de 1870, Villersexel, Héricourt, Chaffaisx

### Première Guerre mondiale

#### Rattachements successifs
- La Portion Centrale (dépôt, administration, intendance) à Épernay et la Portion Principale en garnison à Saint-Mihiel.
- 40e division d'infanterie, 6e corps d'Armée du général Verraux.

#### 1914
- Lorraine : Thiaucourt, Pierrepont, Arrancy-sur-Crusne, Chauvoncourt. Bataille de la Woëvre et des Hauts-de-Meuse : gare de Vaux-Marie, défense de Saint-Mihiel, Rouvroy-sur-Meuse.

#### 1915
- Lorraine : Rouvroy sur Meuse, bataille des éparges Attaques des 27 et 28 mars, 5, 6, 8 et 9 avril 1915. Seconde bataille de Champagne (ferme de Navarin) Sept 1915.

#### 1916
- Champagne (ferme de Navarin). Bataille de Verdun : bois de Fumin, fort de Souville. Soissons. Bataille de la Somme : Bouchavesnes, Epine de Malassise, bois de Saint-Pierre-Waast. Bataille du Chemin des Dames : Soupir, Crouy, Pont-Rouge, Margival.

#### 1917
- 15 avril : Bataille du Chemin des Dames, Margival, Soupir, Mont Sapin. Vosges Bataille du Linge.

#### 1918
- Oise : Grivesnes. les Eparges. Argonne : la Fille Morte. Seconde bataille de la Marne : la Vesle, Tartiers, Chemin des Dames : Sancy, fort de la Malmaison, l’Ailette, Aisne : Chambry, Puisieux, Laon, la Hunding stellung, Lorraine : Villacourt.

### Entre-deux-guerres
En 1919 et 1920, il participe à l'occupation en Rhénanie : il stationne à Neunkirchen, Ottweiler, Boppard puis Sarrebruck[réf. nécessaire].
En garnison à Menton, il forme, à partir du 15 juillet 1920, la 6e demi-brigade de chasseurs alpins (6e DBCA) avec le 22e BCA  de Nice et le 24e BCA de Villefranche-sur-Mer. La 6e DBCA constitue, avec le 3e régiment d'infanterie alpine, la 57e brigade d'infanterie de la 29e division d'infanterie.
En 1923 et 1924[réf. nécessaire], le 25e BCA participent à l'occupation de la Ruhr, à Essen et Hattingen[réf. souhaitée].
En septembre, le 25e BCA part avec le 24e BCA au Maroc pour la Guerre du Rif, jusqu'en novembre 1925.

### Seconde Guerre mondiale

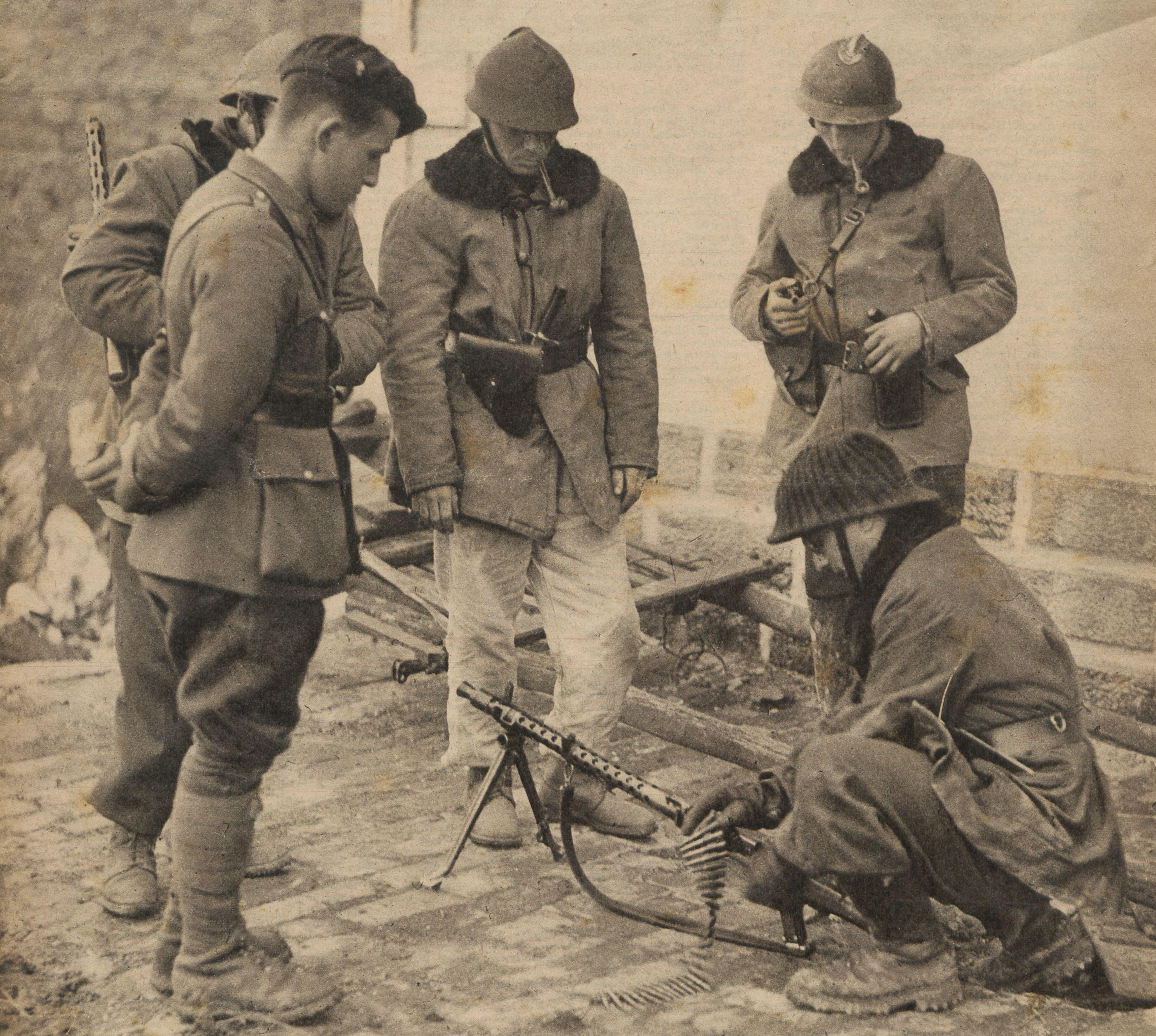
Photographie d'hommes du corps franc de la d'infanterie en mars 1940. À droite, debout et casqué, le chasseur Bertrand et le caporal-chef Adriant du.

Après la mobilisation de 1939, le 25e BCA fait toujours partie de la 6e DBCA de la 29e division d'infanterie alpine, avec le 24e BCA et le 65e BCA. Il stationne d'abord dans les Alpes (La Turbie, Castellar, Menton[réf. souhaitée]) puis rejoint en novembre 1939 la Lorraine (Saint-Lumier, près de Vitry-le-François puis en 1940 Forbach, Lixing-lès-Saint-Avold[réf. souhaitée]). Fin mai, le bataillon rejoint l'Oise (Noyon-Chauny[réf. souhaitée]) puis la Somme (Hattencourt, Curchy, Fonches et Fonchette, Liancourt[réf. souhaitée]). Le Bataillon est anéanti. Les rescapés rejoignent Compiègne puis Pont-Sainte-Maxence et sont rattachés au 24e BCA. Repli sur la Marne, la Loire. Le bataillon est capturé à Lamotte-Beuvron puis dissous[réf. souhaitée].
De juillet 1940 jusqu'au 27 novembre 1942, il est en garnison à Hyères (Var) avec le 24e BCA, au sein de l'Armée de Vichy.
1944: maquis dans les Alpes-Maritimes sous le nom de "Riviéra 25" puis fusionne avec le bataillon "Corniche 24".

### De 1945 à nos jours
En juin 1954, le 25e bataillon de chasseurs alpins est formé principalement par les effectifs du 99e régiment d'infanterie, et basé en Tunisie.
- 1954 - 1957: Tunisie (Bizerte, Djérissa, Sakiet-Sidi-Youssef)
- 1957 - 1963: Algérie (La Calle, barrage électrifié de Lamy, Telergma, Bône).
- Au cessez-le-feu du 19 mars 1962 en Algérie, le 25°BCA constitue comme 91 autres régiments, les 114 unités de la Force Locale. Le 25°BCA RI forme une unité de la Force locale de l'ordre Algérienne, la 405° UFL-UFO composé de 10 % de militaires métropolitains et de 90 % de militaires musulmans qui pendant la période transitoire, devait être au service de l'exécutif provisoire algérien, jusqu'à l'indépendance de l'Algérie. (Accords d'Evian du 18 mars 1962).

## Traditions

### Devise
En avant, Toujours en avant !

### Drapeau
Comme tous les autres bataillons et groupes de chasseurs, leN e BCA ne dispose pas d'un drapeau propre. (Voir le drapeau des chasseurs).

### Décorations
Cette unité a été citée 10 fois durant la guerre de 1914-1918 :
- Sa cravate est décorée de la croix de guerre 1914-1918 avec :
  - 4 citations à l’ordre de l’Armée
Citation no 147 à l’ordre de la 1re Armée, en avril 1915 :
« Le 25e Bataillon de Chasseurs à pied a donné depuis le début de la campagne de nombreuses marques de haute valeur, qu’il vient encore d’affirmer sous les ordres du Commandant Cabotte, en s’emparant après une lutte qui a duré plus d’un mois de la position fortifiée des Éparges dont il a complètement chassé l’ennemi. Parmi les actions brillantes de la 1re Armée, ce combat est le plus brillant. » Général Roques.
  - 3 citations à l’ordre du Corps d’Armée
  - 2 citations à l’ordre de la Division
  - 1 citation à l’ordre de la Brigade

Le 29 novembre 1918, la fourragère aux couleurs du ruban de la Médaille militaire lui est attribué.

### Refrain
"Pas plus con qu’un autre, nom de Dieu !
Mais toujours autant !"

## Chefs de corps
- 1907-1911 : Commandant Mordacq
- 1914 : chef de bataillon Guy

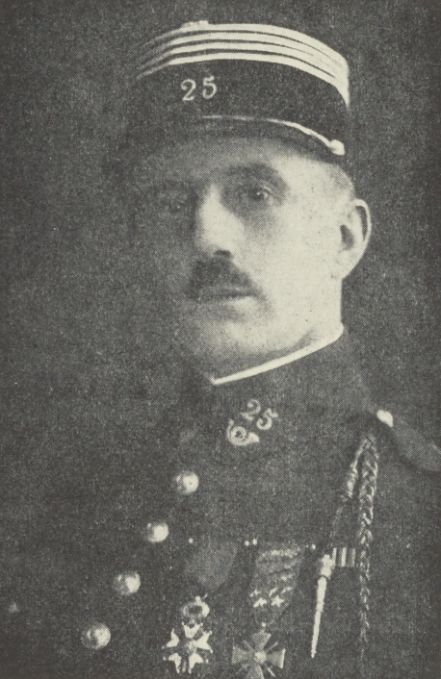
Le commandant Flottes du en 1918.

- 1915 - 1917 : chef de bataillon Cabotte (*)
- 1918 : chef de bataillon Flottes
- 1956 - 1958 : commandant Desbiens
- ... juin 1959: commandant Saint Gal de Pons (c'est ce CBA qui m'a reçu lors de mon affectation au 25e - arrivant du 11e BCA en juin 1959)
- oct 1959 -1961 : CBA puis lieutenant-colonel Etcheverry (**),  mais pendant son séjour à l'école de guerre, le 25e était commandé par le CBA Battaglini second du lieutenant-colonel

- ???? - 1963 : commandant Le Saoul
- 1963 - ???? : lieutenant-colonel Le Gall

(*) Officier qui devint par la suite général de division.
(**) Officier qui devint par la suite général de division commandant la 27e DIA puis général d'armée.

## Sources et bibliographie
- Les 25e, 65e et 106e bataillons de chasseurs à pied pendant la grande guerre : du 2 août 1914 au 11 novembre 1918, Paris, E. J. Caudron, 1935, 160 p., lire en ligne sur Gallica.
- Historique du 25e bataillon de chasseurs à pied, Toulouse, Imprimerie et librairie Édouard Privat, 1919, 62 p., lire en ligne sur Gallica.
- Anonyme, Souvenir du 25e bataillons de chasseurs à pied, Paris, Schaal & Cie, 1918, 21 p.
- Maurice Genevoix, Ceux de 14 (Sous Verdun, Nuits de Guerre, La Boue, Les Eparges), Paris, Éditions Flammarion, 1949
- Commandant R.de Fériet, La Crête des Éparges, 1914-1918, Paris, Payot, 1939, 210 p.